# Princeton Owusu-Ansah
Princeton Owusu-Ansah (12 agosto 1976) è un ex calciatore ghanese, di ruolo centrocampista.

## Carriera

### Club
Ha giocato nel campionato ghanese ed in quello ungherese (3 presenze con il Nyíregyháza nella stagione 2004-2005).

### Nazionale
Con la maglia della nazionale ha esordito nel 1997, venendo convocato per due edizioni della Coppa d'Africa (1998 e 2002).